# Auguste-Pierre Chouteau
Auguste-Pierre Chouteau (né le 9 mai 1786 – 25 décembre 1838) était un membre de la famille Chouteau qui établit plusieurs postes de traite dans ce qui est maintenant l'État d'Oklahoma.

## Biographie
Chouteau est né à Saint-Louis (Missouri), alors que la ville faisait partie de la Nouvelle-Espagne. Son père était Jean-Pierre Chouteau, un des premiers colons à Saint-Louis. Sa mère était Pelagie Kiersereau (1767-1793)